# فهرست منابع غذایی دارای ویتامین ب۲
فهرست زیر شامل مقدار ویتامین ب۲ درون منابع غذایی در گوشت و اعضای خوراکی در ردهٔ گاو، گوساله، بره، مرغ، ماکیان (به غیر از مرغ)، آبزیان و همچنین گروه‌های لبنیات و مواد غیرلبنی مشابه، تخم ماکیان، خشکبار، حبوبات، غلات، میوه، سبزی و صیفی‌جات، نان و ادویه می‌باشد. مقدار واقعی ویتامین ب۲ در مواد غذایی همانند نان که در کارخانه‌های مختلف یا مشاغل مرتبط در سراسر جهان تولید می‌شود، به دلیل پارامترهای تأثیرگذار متغیر در تولید محصول، احتمال دارد دارای مغایرت‌های قابل توجهی با مقادیر ذکر شده در جدول باشند. مقادیر موجود در جداول بر اساس زیاد به کم فهرست‌بندی شده‌است.
جداول زیر دارای داده‌های متغیر می‌باشد، بدین مفهوم که با گذر زمان ممکن است داده‌هایی به جدول گروه مواد خوراکی، اضافه شده یا حذف گردد لذا در هیچ زمانی نمی‌توان این مقاله را یک مقاله کامل شده قلمداد کرد.

## گاو

برش گوشت گاو در آمریکا

| ماده غذایی (۱۰۰ گرم)                                                                       | ویتامین ب۲ (میلی‌گرم) |
| ------------------------------------------------------------------------------------------ | -------------------- |
| جگر، پخته به روش تفت‌آب‌پزی                                                                  | ۳٫۴۳                 |
| جگر، پخته به روش سرخ‌شده در تابه                                                            | ۳٫۴۳                 |
| قلوه، پخته به روش آرام‌پز                                                                   | ۲٫۹۷                 |
| دل، پخته به روش آرام‌پز                                                                     | ۱٫۲۱                 |
| کمر، استیک فیله، بدون استخوان، بدون چربی قابل دید، تمام گریدها، پخته به روش کبابی گریل شده | ۰٫۴۴                 |
| کمر، استیک فیله، بدون استخوان، با چربی قابل دید، تمام گریدها، پخته به روش کبابی گریل شده   | ۰٫۴                  |
| زبان، پخته به روش آرام‌پز                                                                   | ۰٫۲۹                 |
| مغز، پخته به روش سرخ‌شده در تابه                                                            | ۰٫۲۶                 |
| گردن، زیر کتف، بدون استخوان، با چربی قابل دید، تمام گریدها، پخته به روش کبابی گریل شده     | ۰٫۲۴                 |
| سرسینه کامل، بدون چربی قابل دید، تمام گریدها، پخته به روش تفت‌آب‌پزی                         | ۰٫۲۲                 |
| مغز، پخته به روش آرام‌پز                                                                    | ۰٫۲۲                 |
| دنده، دنده‌های کوتاه، بدون چربی قابل دید، پخته به روش تفت‌آب‌پزی                              | ۰٫۲                  |
| سرسینه کامل، با چربی قابل دید، تمام گریدها، پخته به روش تفت‌آب‌پزی                           | ۰٫۲                  |
| بالاران، قسمت پایین، استیک، بدون چربی قابل دید، تمام گریدها، پخته به روش تفت‌آب‌پزی          | ۰٫۱۹                 |
| قلوه‌گاه، استیک، بدون چربی قابل دید، پخته به روش تفت‌آب‌پزی                                   | ۰٫۱۹                 |
| قلوه‌گاه، استیک، با چربی قابل دید، پخته به روش تفت‌آب‌پزی                                     | ۰٫۱۸                 |
| بالاران، قسمت پایین، استیک، با چربی قابل دید، تمام گریدها، پخته به روش تفت‌آب‌پزی            | ۰٫۱۸                 |
| چرخکرده، فرم همبرگری، ۷۰ درصد گوشت ۳۰ درصد چربی، پخته با حرارت مستقیم                      | ۰٫۱۸                 |
| بالاران، قسمت پایین، بدون چربی قابل دید، تمام گریدها، پخته به روش برشته‌پزی                 | ۰٫۱۶                 |
| تاپ سیرلوین، استیک، بدون چربی قابل دید، پخته با حرارت مستقیم                               | ۰٫۱۶                 |
| دنده، دنده‌های کوتاه، با چربی قابل دید، پخته به روش تفت‌آب‌پزی                                | ۰٫۱۵                 |
| قلوه‌گاه، استیک، بدون چربی قابل دید، پخته با حرارت مستقیم                                   | ۰٫۱۵                 |
| بالاران، قسمت پایین، با چربی قابل دید، تمام گریدها، پخته به روش برشته‌پزی                   | ۰٫۱۵                 |
| جگر سفید، پخته به روش تفت‌آب‌پزی                                                             | ۰٫۱۴                 |
| تاپ سیرلوین، استیک، با چربی قابل دید، پخته با حرارت مستقیم                                 | ۰٫۱۴                 |
| قلوه‌گاه، استیک، با چربی قابل دید، پخته با حرارت مستقیم                                     | ۰٫۱۲                 |

## گوساله
| ماده غذایی (۱۰۰ گرم)                                                                  | ویتامین ب۲ (میلی‌گرم) |
| ------------------------------------------------------------------------------------- | -------------------- |
| جگر، پخته به روش سرخ‌شده در تابه                                                       | ۳٫۰۶                 |
| جگر، پخته به روش تفت‌آب‌پزی                                                             | ۲٫۸۶                 |
| قلوه، پخته به روش تفت‌آب‌پزی                                                            | ۱٫۹۹                 |
| دل، پخته به روش تفت‌آب‌پزی                                                              | ۰٫۹۳                 |
| چرخکرده، پخته به روش سرخ‌شده در تابه                                                   | ۰٫۴۳                 |
| راسته، بدون چربی قابل دید، پخته به روش تفت‌آب‌پزی                                       | ۰٫۳۸                 |
| راسته، بدون چربی قابل دید، پخته به روش برشته‌پزی                                       | ۰٫۳۷                 |
| پا (بخش داخلی پای عقب)، بدون چربی قابل دید، پخته به روش سرخ شده در تابه (سوخاری نشده) | ۰٫۳۷                 |
| پا (بخش داخلی پای عقب)، بدون چربی قابل دید، پخته به روش تفت‌آب‌پزی                      | ۰٫۳۶                 |
| شانه، کتف، بدون چربی قابل دید، پخته به روش تفت‌آب‌پزی                                   | ۰٫۳۶                 |
| شانه، کتف، بدون چربی قابل دید، پخته به روش برشته‌پزی                                   | ۰٫۳۶                 |
| مغز، پخته به روش سرخ‌شده در تابه                                                       | ۰٫۳۶                 |
| پا (بخش داخلی پای عقب)، با چربی قابل دید، پخته به روش سرخ شده در تابه (سوخاری نشده)   | ۰٫۳۵                 |
| پا (بخش داخلی پای عقب)، با چربی قابل دید، پخته به روش تفت‌آب‌پزی                        | ۰٫۳۵                 |
| شانه کامل (بازو و کتف)، بدون چربی قابل دید، پخته به روش تفت‌آب‌پزی                      | ۰٫۳۵                 |
| شانه، کتف، با چربی قابل دید، پخته به روش تفت‌آب‌پزی                                     | ۰٫۳۵                 |
| شانه، کتف، با چربی قابل دید، پخته به روش برشته‌پزی                                     | ۰٫۳۵                 |
| راسته، با چربی قابل دید، پخته به روش تفت‌آب‌پزی                                         | ۰٫۳۵                 |
| راسته، با چربی قابل دید، پخته به روش برشته‌پزی                                         | ۰٫۳۵                 |
| زبان، پخته به روش تفت‌آب‌پزی                                                            | ۰٫۳۵                 |
| کمر، بدون چربی قابل دید، پخته به روش تفت‌آب‌پزی                                         | ۰٫۳۴                 |
| شانه کامل (بازو و کتف)، باچربی قابل دید، پخته به روش تفت‌آب‌پزی                         | ۰٫۳۴                 |
| شانه کامل (بازو و کتف)، با چربی قابل دید، پخته به روش برشته‌پزی                        | ۰٫۳۴                 |
| شانه کامل (بازو و کتف)، بدون چربی قابل دید، پخته به روش برشته‌پزی                      | ۰٫۳۴                 |
| شانه، بازو، بدون چربی قابل دید، پخته به روش تفت‌آب‌پزی                                  | ۰٫۳۳                 |
| شانه، بازو، بدون چربی قابل دید، پخته به روش برشته‌پزی                                  | ۰٫۳۳                 |
| پا (بخش داخلی پای عقب)، بدون چربی قابل دید، پخته به روش برشته‌پزی                      | ۰٫۳۳                 |
| سینه کامل، بدون استخوان، بدون چربی قابل دید، پخته به روش تفت‌آب‌پزی                     | ۰٫۳۳                 |
| پا (بخش داخلی پای عقب)، با چربی قابل دید، پخته به روش برشته‌پزی                        | ۰٫۳۲                 |
| شانه، بازو، با چربی قابل دید، پخته به روش برشته‌پزی                                    | ۰٫۳۲                 |
| دنده، بدون چربی قابل دید، پخته به روش تفت‌آب‌پزی                                        | ۰٫۳۱                 |
| شانه، بازو، با چربی قابل دید، پخته به روش تفت‌آب‌پزی                                    | ۰٫۳۱                 |
| کمر، با چربی قابل دید، پخته به روش تفت‌آب‌پزی                                           | ۰٫۳                  |
| کمر، بدون چربی قابل دید، پخته به روش برشته‌پزی                                         | ۰٫۳                  |
| ماهیچه (جلو و عقب)، بدون چربی قابل دید، پخته به روش تفت‌آب‌پزی                          | ۰٫۳                  |
| سینه کامل، بدون استخوان، با چربی قابل دید، پخته به روش تفت‌آب‌پزی                       | ۰٫۳                  |
| ماهیچه (جلو و عقب)، با چربی قابل دید، پخته به روش تفت‌آب‌پزی                            | ۰٫۳                  |
| دنده، با چربی قابل دید، پخته به روش تفت‌آب‌پزی                                          | ۰٫۲۹                 |
| دنده، بدون چربی قابل دید، پخته به روش برشته‌پزی                                        | ۰٫۲۹                 |
| کمر، با چربی قابل دید، پخته به روش برشته‌پزی                                           | ۰٫۲۸                 |
| دنده، با چربی قابل دید، پخته به روش برشته‌پزی                                          | ۰٫۲۷                 |
| چرخکرده، پخته با حرارت مستقیم                                                         | ۰٫۲۷                 |
| مغز، پخته به روش تفت‌آب‌پزی                                                             | ۰٫۲                  |
| جگر سفید، پخته به روش تفت‌آب‌پزی                                                        | ۰٫۱۳                 |

## بره

برش گوشت گوسفند در بریتانیا

| ماده غذایی (۱۰۰ گرم)                                                              | ویتامین ب۲ (میلی‌گرم) |
| --------------------------------------------------------------------------------- | -------------------- |
| جگر، سرخ‌شده در تابه                                                               | ۴٫۵۹                 |
| جگر، پخته به روش تفت‌آب‌پزی                                                         | ۴٫۰۳                 |
| قلوه، پخته به روش تفت‌آب‌پزی                                                        | ۲٫۰۷                 |
| دل، پخته به روش تفت‌آب‌پزی                                                          | ۱٫۱۹                 |
| زبان، پخته به روش تفت‌آب‌پزی                                                        | ۰٫۴۲                 |
| مغز، سرخ‌شده در تابه                                                               | ۰٫۳۷                 |
| تکه مکعبی برای خورش یا کباب (پا و شانه)، بدون چربی قابل دید، پخته با حرارت مستقیم | ۰٫۳                  |
| پا کامل (ران پای جلو و راسته)، بدون چربی قابل دید، پخته به روش برشته‌پزی           | ۰٫۲۹                 |
| شانه، بازو، بدون چربی قابل دید، پخته با حرارت مستقیم                              | ۰٫۲۹                 |
| کمر، بدون چربی قابل دید، پخته با حرارت مستقیم                                     | ۰٫۲۸                 |
| شانه کامل (بازو و کتف)، بدون چربی قابل دید، پخته با حرارت مستقیم                  | ۰٫۲۸                 |
| کمر، بدون چربی قابل دید، پخته به روش برشته‌پزی                                     | ۰٫۲۷                 |
| پا کامل (ران پای جلو و راسته)، با چربی قابل دید، پخته به روش برشته‌پزی             | ۰٫۲۷                 |
| شانه، بازو، بدون چربی قابل دید، پخته به روش تفت‌آب‌پزی                              | ۰٫۲۷                 |
| شانه، بازو، با چربی قابل دید، پخته با حرارت مستقیم                                | ۰٫۲۷                 |
| شانه، بازو، بدون چربی قابل دید، پخته به روش برشته‌پزی                              | ۰٫۲۷                 |
| شانه کامل، با چربی قابل دید، پخته با حرارت مستقیم                                 | ۰٫۲۶                 |
| شانه کامل (کتف و بازو)، بدون چربی قابل دید، پخته به روش برشته‌پزی                  | ۰٫۲۶                 |
| شانه، کتف، بدون چربی قابل دید، پخته با حرارت مستقیم                               | ۰٫۲۶                 |
| شانه، بازو، با چربی قابل دید، پخته به روش تفت‌آب‌پزی                                | ۰٫۲۵                 |
| دنده، بدون چربی قابل دید، پخته با حرارت مستقیم                                    | ۰٫۲۵                 |
| کمر، با چربی قابل دید، پخته با حرارت مستقیم                                       | ۰٫۲۵                 |
| شانه، بازو، با چربی قابل دید، پخته به روش برشته‌پزی                                | ۰٫۲۵                 |
| شانه، کتف، با چربی قابل دید، پخته با حرارت مستقیم                                 | ۰٫۲۵                 |
| شانه، کتف، بدون چربی قابل دید، پخته به روش برشته‌پزی                               | ۰٫۲۵                 |
| چرخکرده، پخته با حرارت مستقیم                                                     | ۰٫۲۵                 |
| مغز، پخته به روش تفت‌آب‌پزی                                                         | ۰٫۲۴                 |
| تکه مکعبی برای خورش یا کباب (پا و شانه)، بدون چربی قابل دید، پخته به روش تفت‌آب‌پزی | ۰٫۲۴                 |
| کمر، با چربی قابل دید، پخته به روش برشته‌پزی                                       | ۰٫۲۴                 |
| شانه کامل (کتف و بازو)، با چربی قابل دید، پخته به روش برشته‌پزی                    | ۰٫۲۴                 |
| شانه کامل، بدون چربی قابل دید، پخته به روش تفت‌آب‌پزی                               | ۰٫۲۳                 |
| دنده، بدون چربی قابل دید، پخته به روش برشته‌پزی                                    | ۰٫۲۳                 |
| شانه، کتف، با چربی قابل دید، پخته به روش برشته‌پزی                                 | ۰٫۲۳                 |
| شانه کامل، با چربی قابل دید، پخته به روش تفت‌آب‌پزی                                 | ۰٫۲۲                 |
| دنده، با چربی قابل دید، پخته با حرارت مستقیم                                      | ۰٫۲۲                 |
| شانه، کتف، بدون چربی قابل دید، پخته به روش تفت‌آب‌پزی                               | ۰٫۲۲                 |
| شانه، کتف، با چربی قابل دید، پخته به روش تفت‌آب‌پزی                                 | ۰٫۲۱                 |
| دنده، با چربی قابل دید، پخته به روش برشته‌پزی                                      | ۰٫۲۱                 |
| ران پای جلو، با چربی قابل دید، پخته به روش تفت‌آب‌پزی                               | ۰٫۱۹                 |
| ران پای جلو، بدون چربی قابل دید، پخته به روش تفت‌آب‌پزی                             | ۰٫۱۹                 |
| جگر سفید، پخته به روش تفت‌آب‌پزی                                                    | ۰٫۱۴                 |

## مرغ

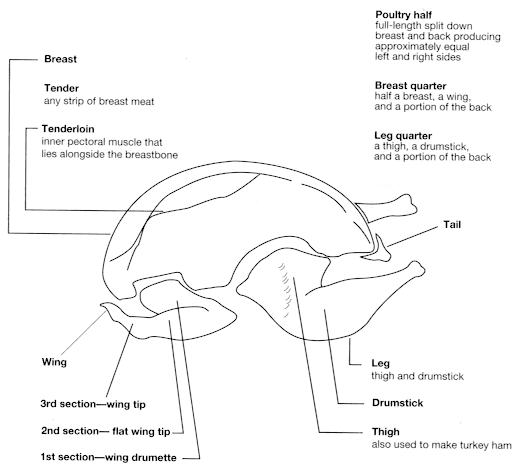
تقسیم‌بندی برش گوشت ماکیان طبق شیوه وزارت کشاورزی ایالات متحده آمریکا

| ماده غذایی (۱۰۰ گرم)                                                                   | ویتامین ب۲ (میلی‌گرم) |
| -------------------------------------------------------------------------------------- | -------------------- |
| جگر، آرام‌پز                                                                            | ۱٫۹۹                 |
| دل، آرام‌پز                                                                             | ۰٫۷۴                 |
| مغز ران، فقط گوشت، جوجه گوشتی یا مرغ جوان مناسب سرخ کردن، پخته، سرخ شده                | ۰٫۲۶                 |
| ران کامل، فقط گوشت، جوجه گوشتی یا مرغ جوان مناسب سرخ کردن، پخته، سرخ شده               | ۰٫۲۵                 |
| مغز ران با پوست، جوجه گوشتی یا مرغ جوان مناسب سرخ کردن، پخته، سرخ شده با روکش آرد      | ۰٫۲۴                 |
| ران کامل با پوست، جوجه گوشتی یا مرغ جوان مناسب سرخ کردن، پخته، سرخ شده با روکش آرد     | ۰٫۲۴                 |
| مغز ران با پوست، جوجه گوشتی یا مرغ جوان مناسب سرخ کردن، پخته، سرخ شده با روکش خمیرابه  | ۰٫۲۳                 |
| ساق ران با پوست، جوجه گوشتی یا مرغ جوان مناسب سرخ کردن، پخته، سرخ شده با روکش آرد      | ۰٫۲۳                 |
| ران کامل با پوست، جوجه گوشتی یا مرغ جوان مناسب سرخ کردن، پخته، سرخ شده با روکش خمیرابه | ۰٫۲۲                 |
| مغز ران، فقط گوشت، جوجه گوشتی یا مرغ جوان مناسب سرخ کردن، پخته به روش برشته‌پزی         | ۰٫۲۲                 |
| مغز ران، فقط گوشت، جوجه گوشتی یا مرغ جوان مناسب سرخ کردن، پخته به روش خورش             | ۰٫۲۲                 |
| ران کامل، فقط گوشت، جوجه گوشتی یا مرغ جوان مناسب سرخ کردن، پخته به روش خورش            | ۰٫۲۲                 |
| ساق ران با پوست، جوجه گوشتی یا مرغ جوان مناسب سرخ کردن، پخته، سرخ شده با روکش خمیرابه  | ۰٫۲۲                 |
| سنگدان، آرام‌پز                                                                         | ۰٫۲۱                 |
| ساق ران با پوست، جوجه گوشتی یا مرغ جوان مناسب سرخ کردن، پخته به روش برشته‌پزی           | ۰٫۲                  |
| ران کامل با پوست، جوجه گوشتی یا مرغ جوان مناسب سرخ کردن، پخته به روش خورش              | ۰٫۱۹                 |
| مغز ران با پوست، جوجه گوشتی یا مرغ جوان مناسب سرخ کردن، پخته به روش خورش               | ۰٫۱۹                 |
| مغز ران با پوست، جوجه گوشتی یا مرغ جوان مناسب سرخ کردن، پخته به روش برشته‌پزی           | ۰٫۱۹                 |
| ساق ران با پوست، جوجه گوشتی یا مرغ جوان مناسب سرخ کردن، پخته به روش خورش               | ۰٫۱۹                 |
| ران کامل، فقط گوشت، جوجه گوشتی یا مرغ جوان مناسب سرخ کردن، پخته به روش برشته‌پزی        | ۰٫۱۹                 |
| ران کامل با پوست، جوجه گوشتی یا مرغ جوان مناسب سرخ کردن، پخته به روش برشته‌پزی          | ۰٫۱۹                 |
| بال با پوست، جوجه گوشتی یا مرغ جوان مناسب سرخ کردن، پخته به روش برشته‌پزی               | ۰٫۱۵                 |
| بال با پوست، جوجه گوشتی یا مرغ جوان مناسب سرخ کردن، پخته، سرخ شده با روکش خمیرابه      | ۰٫۱۵                 |
| سینه با پوست، جوجه گوشتی یا مرغ جوان مناسب سرخ کردن، پخته، سرخ شده با روکش خمیرابه     | ۰٫۱۵                 |
| بال با پوست، جوجه گوشتی یا مرغ جوان مناسب سرخ کردن، پخته، سرخ شده با روکش آرد          | ۰٫۱۴                 |
| سینه با پوست، جوجه گوشتی یا مرغ جوان مناسب سرخ کردن، پخته، سرخ شده با روکش آرد         | ۰٫۱۳                 |
| سینه، فقط گوشت، جوجه گوشتی، پخته به روش باربیکیو با جوجه‌گردان                          | ۰٫۱۳                 |
| بال، فقط گوشت، جوجه گوشتی یا مرغ جوان مناسب سرخ کردن، پخته به روش برشته‌پزی             | ۰٫۱۳                 |
| بال، فقط گوشت، جوجه گوشتی یا مرغ جوان مناسب سرخ کردن، پخته، سرخ شده                    | ۰٫۱۳                 |
| سینه، فقط گوشت، جوجه گوشتی یا مرغ جوان مناسب سرخ کردن، پخته، سرخ‌شده                    | ۰٫۱۳                 |
| سینه، فقط گوشت، جوجه گوشتی یا مرغ جوان مناسب سرخ کردن، پخته به روش خورش                | ۰٫۱۲                 |
| سینه با پوست، جوجه گوشتی یا مرغ جوان مناسب سرخ کردن، پخته به روش خورش                  | ۰٫۱۲                 |
| سینه، فقط گوشت، جوجه گوشتی یا مرغ جوان مناسب سرخ کردن، پخته به روش برشته‌پزی            | ۰٫۱۱                 |
| بال با پوست، جوجه گوشتی یا مرغ جوان مناسب سرخ کردن، پخته به روش خورش                   | ۰٫۱                  |

## ماکیان (به غیر از مرغ)
| ماده غذایی (۱۰۰ گرم)                             | ویتامین ب۲ (میلی‌گرم) |
| ------------------------------------------------ | -------------------- |
| بوقلمون، جگر، پخته به روش آرام‌پز                 | ۲٫۶۹                 |
| بوقلمون، دل، پخته به روش آرام‌پز                  | ۱٫۵۴                 |
| مرغابی اهلی، گوشت، پخته به روش برشته‌پزی          | ۰٫۴۷                 |
| غاز اهلی، گوشت، پخته به روش برشته‌پزی             | ۰٫۳۹                 |
| بوقلمون، سنگدان، پخته به روش آرام‌پز              | ۰٫۳۶                 |
| غاز اهلی، گوشت و پوست، پخته به روش برشته‌پزی      | ۰٫۳۲                 |
| شترمرغ، قسمت استریپ (strip) داخلی، پخته          | ۰٫۳                  |
| بلدرچین                                          | ۰٫۳                  |
| شترمرغ، قسمت داخلی پا، پخته                      | ۰٫۳                  |
| شترمرغ، قسمت صدفی، پخته                          | ۰٫۳                  |
| شترمرغ، قسمت استریپ بیرونی، پخته                 | ۰٫۲۹                 |
| شترمرغ، قسمت تیپ (tip) با حذف چربی‌ها، پخته       | ۰٫۲۹                 |
| شترمرغ، قسمت تاپ لوین، پخته                      | ۰٫۲۹                 |
| مرغابی اهلی، گوشت و پوست، پخته به روش برشته‌پزی   | ۰٫۲۷                 |
| بوقلمون، پا، گوشت و پوست، پخته به روش برشته‌پزی   | ۰٫۲۴                 |
| بوقلمون، چرخ‌کرده، پخته                           | ۰٫۲۱                 |
| بوقلمون، گوشت سفید، پخته به روش برشته‌پزی         | ۰٫۲۱                 |
| قرقاول، پخته                                     | ۰٫۱۸                 |
| بوقلمون، بال، گوشت و پوست، پخته به روش برشته‌پزی  | ۰٫۱۳                 |
| بوقلمون، سینه، گوشت و پوست، پخته به روش برشته‌پزی | ۰٫۱۳                 |

## آبزیان
| ماده غذایی (۱۰۰ گرم)                                    | ویتامین ب۲ (میلی‌گرم) |
| ------------------------------------------------------- | -------------------- |
| خاویار، سیاه و قرمز، دانه‌دانه                           | ۰٫۶۲                 |
| سالمون آتلانتیک، وحشی (غیر پرورشی)، پخته تحت حرارت خشک  | ۰٫۴۹                 |
| صدف دوکفه‌ای، پخته تحت حرارت مرطوب، با ادویه مخلوط شده   | ۰٫۴۳                 |
| ماهی خال‌خالی، پخته تحت حرارت خشک                        | ۰٫۴۱                 |
| تن باله آبی، پخته تحت حرارت خشک                         | ۰٫۳۱                 |
| شاه‌ماهی اطلسی، پخته تحت حرارت خشک                       | ۰٫۳                  |
| خرچنگ کوئین (queen)، پخته تحت حرارت مرطوب               | ۰٫۲۴                 |
| ساردین آتلانتیک، کنسرو در روغن، بااستخوان               | ۰٫۲۳                 |
| ذغال ماهی آتلانتیک، پخته تحت حرارت خشک                  | ۰٫۲۳                 |
| خرچنگ دانجنس، پخته تحت حرارت مرطوب                      | ۰٫۲                  |
| کاشی‌ماهی، پخته تحت حرارت خشک                            | ۰٫۱۹                 |
| صدف چروک شرقی، وحشی (غیر پرورشی)، پخته تحت حرارت مرطوب  | ۰٫۱۸                 |
| سالمون کوهو، وحشی (غیر پرورشی)، پخته تحت حرارت مرطوب    | ۰٫۱۶                 |
| سالمون جویبار، پخته تحت حرارت خشک                       | ۰٫۱۵                 |
| سیمین‌ماهی رنگین‌کمان، پخته تحت حرارت خشک                 | ۰٫۱۵                 |
| سالمون کوهو وحشی (غیر پرورشی)، پخته تحت حرارت خشک       | ۰٫۱۴                 |
| تن زرد باله، پخته تحت حرارت خشک                         | ۰٫۱۴                 |
| سالمون آتلانتیک، پرورشی، پخته تحت حرارت خشک             | ۰٫۱۴                 |
| شوریده اطلسی، سرخ شده با لایه آرد                       | ۰٫۱۳                 |
| سالمون صورتی، پخته تحت حرارت خشک                        | ۰٫۱۳                 |
| خوش‌گوشت، پخته تحت حرارت خشک                             | ۰٫۱۲                 |
| هوور مسقطی، پخته تحت حرارت خشک                          | ۰٫۱۲                 |
| تن نوع لایت، کنسرو شده در روغن                          | ۰٫۱۲                 |
| شبدیزماهی، پخته تحت حرارت خشک                           | ۰٫۱۲                 |
| سالمون کوهو پرورشی، پخته تحت حرارت خشک                  | ۰٫۱۱                 |
| صدف چروک شرقی، وحشی (غیر پرورشی)، پخته تحت حرارت خشک    | ۰٫۱۱                 |
| قزل‌آلای رنگین‌کمان پرورشی، پخته تحت حرارت خشک            | ۰٫۱۱                 |
| حلزون خام                                               | ۰٫۱۱                 |
| کفال راه‌راه (کفال خاکستری)، پخته تحت حرارت خشک          | ۰٫۱                  |
| قزل‌آلای رنگین‌کمان وحشی (غیر پرورشی)، پخته تحت حرارت خشک | ۰٫۱                  |
| خاویاری، پخته تحت حرارت خشک، با ادویه مخلوط شده         | ۰٫۰۹                 |
| کاد آتلانتیک، پخته تحت حرارت خشک                        | ۰٫۰۸                 |
| تن، سفید، کنسرو شده در روغن                             | ۰٫۰۸                 |
| اردک‌ماهی شمالی، پخته تحت حرارت خشک                      | ۰٫۰۸                 |
| تیلاپیا، پخته تحت حرارت خشک                             | ۰٫۰۷                 |
| کپور، پخته تحت حرارت خشک                                | ۰٫۰۷                 |
| روغن‌ماهی کوچک، پخته تحت حرارت خشک                       | ۰٫۰۷                 |
| شمشیرماهی، پخته تحت حرارت خشک                           | ۰٫۰۶                 |
| صدف چروک شرقی، پرورشی، پخته تحت حرارت خشک               | ۰٫۰۶                 |
| خرچنگ آلاسکا کینگ (Alaska king)، پخته تحت حرارت مرطوب   | ۰٫۰۶                 |
| خارماهی نواری، پخته تحت حرارت خشک                       | ۰٫۰۴                 |
| لوزی‌ماهی اطلس، پخته تحت حرارت خشک                       | ۰٫۰۴                 |
| کفشک‌ماهی (گونه‌های کفشک و ماهی حلوا)، پخته تحت حرارت خشک | ۰٫۰۳                 |
| میگو، پخته تحت حرارت مرطوب، با ادویه مخلوط شده          | ۰٫۰۲                 |
| لابستر شمالی، پخته تحت حرارت مرطوب                      | ۰٫۰۲                 |
| هامور، پخته تحت حرارت خشک، با ادویه مخلوط شده           | ۰٫۰۱                 |
| سرخو، با ادویه مخلوط شده، پخته تحت حرارت خشک            | ۰                    |

## لبنیات و مواد غیرلبنی مشابه
| ماده غذایی (۱۰۰ گرم)                                                   | ویتامین ب۲ (میلی‌گرم) |
| ---------------------------------------------------------------------- | -------------------- |
| آب‌پنیر شیرین، خشک شده                                                  | ۲٫۲۱                 |
| آب‌پنیر ترش، خشک شده                                                    | ۲٫۰۶                 |
| شیر بدون چربی، خشک (پودر)، فوری (instant)، بدون افرودنی ویتامین آ و دی | ۱٫۷۴                 |
| شیر بدون چربی، خشک (پودر)، معمولی، بدون افرودنی ویتامین آ و دی         | ۱٫۵۵                 |
| شیر کامل، خشک (پودر)، بدون افرودنی ویتامین دی                          | ۱٫۲۱                 |
| شیر کامل، خشک (پودر)، غنی شده با ویتامین دی                            | ۱٫۲۱                 |
| کره بادام، ساده، دارای نمک                                             | ۰٫۹۴                 |
| پنیر فتا                                                               | ۰٫۸۴                 |
| پنیر آمریکایی بی‌چرب                                                    | ۰٫۵۵                 |
| پنیر کامامبر                                                           | ۰٫۴۹                 |
| ارده، از دانه‌های برشته شده و تفت داده شده (بیشتریت نوع مصرفی)          | ۰٫۴۷                 |
| پنیر زیره                                                              | ۰٫۴۵                 |
| پنیر چدار                                                              | ۰٫۴۳                 |
| پنیر پارمسان کم سدیم                                                   | ۰٫۳۹                 |
| پنیر آمریکایی پاستوریزه کم‌چرب                                          | ۰٫۳۹                 |
| پنیر ادامر                                                             | ۰٫۳۹                 |
| بلوچیز                                                                 | ۰٫۳۸                 |
| پنیر رومانو                                                            | ۰٫۳۷                 |
| پنیر سوئیسی کم سدیم                                                    | ۰٫۳۷                 |
| شیر گوسفند                                                             | ۰٫۳۶                 |
| پنیر سوئیسی کم چرب                                                     | ۰٫۳۶                 |
| پنیر پارمسان رنده شده                                                  | ۰٫۳۶                 |
| پنیر گودا                                                              | ۰٫۳۳                 |
| پنیر پارمسان سفت                                                       | ۰٫۳۳                 |
| پنیر سوئیسی                                                            | ۰٫۳                  |
| پنیر موتزارلا، بدون چربی                                               | ۰٫۳                  |
| پنیر ریکوتا، تهیه شده با شیر کامل                                      | ۰٫۳                  |
| پنیر موتزارلا تهیه شده با شیر کامل                                     | ۰٫۲۸                 |
| ماست یونانی تهیه شده از شیر کامل                                       | ۰٫۲۸                 |
| ماست یونانی بدون چربی                                                  | ۰٫۲۸                 |
| بستنی توت‌فرنگی                                                         | ۰٫۲۶                 |
| شیر کاکائو سویا، بدون مواد افزودنی                                     | ۰٫۲۶                 |
| شیرکاکائو کم چربی، غنی شده با ویتامین آ و دی                           | ۰٫۲۵                 |
| پنیر کوتاژ کم‌چرب، دو درصد چربی                                         | ۰٫۲۵                 |
| بستنی وانیلی                                                           | ۰٫۲۴                 |
| ماست ساده بدون چربی                                                    | ۰٫۲۳                 |
| ماست یونانی کم چرب                                                     | ۰٫۲۳                 |
| پنیر آمریکایی پاستوریزه بدون ویتامین دی افزودنی                        | ۰٫۲۳                 |
| پنیر خامه‌ای                                                            | ۰٫۲۳                 |
| ماست ساده کم‌چرب                                                        | ۰٫۲۱                 |
| کره بادام زمینی، نوع نرم، دارای نمک                                    | ۰٫۱۹                 |
| بستنی شکلاتی                                                           | ۰٫۱۹                 |
| شیر یک درصد چربی                                                       | ۰٫۱۹                 |
| شیر یک درصد چربی، غنی شده با ویتامین آ و دی                            | ۰٫۱۹                 |
| شیر دو درصد چربی                                                       | ۰٫۱۹                 |
| شیر دو درصد چربی، غنی شده با ویتامین آ و دی                            | ۰٫۱۹                 |
| شیر کاکائو کم‌چرب، کارخانه‌ای، غنی شده با ویتامین آ و دی                 | ۰٫۱۸                 |
| شیر بدون چربی                                                          | ۰٫۱۸                 |
| شیر بدون چربی، غنی شده با ویتامین آ و دی                               | ۰٫۱۸                 |
| شیر، نوشیدنی شکلات، کاکائو داغ، خانگی                                  | ۰٫۱۸                 |
| خامه ترش، پرورشی                                                       | ۰٫۱۷                 |
| شیر با چربی کامل (۳/۲ درصد چربی)                                       | ۰٫۱۷                 |
| شیر با چربی کامل (۳/۲ درصد چربی)، غنی شده با ویتامین دی                | ۰٫۱۷                 |
| شیر کاکائو بدون چربی، غنی شده با ویتامین آ و دی                        | ۰٫۱۷                 |
| پنیر کوتاژ کم‌چرب، یک درصد چربی                                         | ۰٫۱۷                 |
| کره تخمه آفتابگردان، دارای نمک                                         | ۰٫۱۶                 |
| پنیر کوتاژ خامه‌ای                                                      | ۰٫۱۶                 |
| شیر کاکائو از شیر کامل، کارخانه‌ای، غنی شده با ویتامین آ و دی           | ۰٫۱۶                 |
| ماست ساده، تهیه شده از شیر کامل                                        | ۰٫۱۴                 |
| کفیر ساده کم چرب، برند لایف‌وی (LIFEWAY)                                | ۰٫۱۴                 |
| شیر بز، غنی شده با ویتامین دی                                          | ۰٫۱۴                 |
| شیر گاومیش هندی                                                        | ۰٫۱۴                 |
| خامه ترش، لایت                                                         | ۰٫۱۲                 |
| کره بادام زمینی، دارای تکه‌های خرد شده ریز، دارای نمک                   | ۰٫۱۱                 |
| شیر کم سدیم                                                            | ۰٫۱۱                 |
| شیر سویا، اورجینال و وانیلی، بدون مواد افزودنی                         | ۰٫۰۷                 |
| شیر انسان                                                              | ۰٫۰۴                 |
| کره دارای نمک                                                          | ۰٫۰۳                 |
| کره بی نمک                                                             | ۰٫۰۳                 |
| شیر نارگیل طبیعی (شیر چلانده شده از مایع و گوشت رنده شده نارگیل)       | ۰                    |
| پودر جایگزین خامه                                                      | ۰                    |
| مایه جایگزین خامه، لایت                                                | ۰                    |
| خامه نارگیل (مایع چلانده شده از گوشت رنده شده نارگیل)                  | ۰                    |

## تخم ماکیان
| ماده غذایی (۱۰۰ گرم)                  | ویتامین ب۲ (میلی‌گرم) |
| ------------------------------------- | -------------------- |
| سفیده تخم‌مرغ، خشک شده                 | ۲٫۵۳                 |
| تخم‌مرغ کامل، خشک شده                  | ۱٫۹۸                 |
| پودر جانشین تخم‌مرغ                    | ۱٫۷۶                 |
| زرده تخم‌مرغ، خشک شده                  | ۱٫۲۶                 |
| تخم بلدرچین، خام                      | ۰٫۷۹                 |
| زرده تخم مرغ، خام                     | ۰٫۵۳                 |
| تخم‌مرغ کامل، آب‌پز سفت (Hard Boiled)   | ۰٫۵۱                 |
| تخم‌مرغ کامل، سرخ‌شده                   | ۰٫۵                  |
| تخم بوقلمون، خام                      | ۰٫۴۷                 |
| تخم‌مرغ کامل، خام                      | ۰٫۴۶                 |
| سفیده تخم‌مرغ، خام                     | ۰٫۴۴                 |
| تخم اردک، خام                         | ۰٫۴                  |
| تخم‌مرغ کامل، پخته به روش تنگاب‌پز      | ۰٫۳۹                 |
| تخم‌مرغ کامل، پخته به روش املت         | ۰٫۳۹                 |
| تخم غاز، خام                          | ۰٫۳۸                 |
| تخم‌مرغ کامل، پخته به روش تخم‌مرغ هم‌زده | ۰٫۳۸                 |

## خشکبار
| ماده غذایی (۱۰۰ گرم)                      | ویتامین ب۲ (میلی‌گرم) |
| ----------------------------------------- | -------------------- |
| بادام، برشته‌شده به روش خشک                | ۱٫۲                  |
| بادام                                     | ۱٫۱۴                 |
| بادام، برشته‌شده با روغن                   | ۰٫۷۸                 |
| تخمه آفتاب‌گردان، مغز، خشک‌شده              | ۰٫۳۶                 |
| تخمه آفتاب‌گردان، مغز، برشته‌شده با روغن    | ۰٫۲۸                 |
| دانه کنجد کامل، برشته‌شده                  | ۰٫۲۵                 |
| دانه کنجد کامل، خشک‌شده                    | ۰٫۲۵                 |
| تخمه آفتاب‌گردان، مغز، برشته‌شده به روش خشک | ۰٫۲۵                 |
| پسته، برشته‌شده به روش خشک                 | ۰٫۲۳                 |
| دانه کاج خشک‌شده                           | ۰٫۲۳                 |
| بادام هندی، برشته‌شده با روغن              | ۰٫۲۲                 |
| بادام هندی، برشته‌شده به روش خشک           | ۰٫۲                  |
| بادام زمینی، برشته‌شده به روش خشک          | ۰٫۲                  |
| کشمش طلایی رنگ، بی‌دانه                    | ۰٫۱۹                 |
| آلو بخارا، نپخته                          | ۰٫۱۹                 |
| شاه‌بلوط اروپایی، برشته‌شده                 | ۰٫۱۸                 |
| تخم کتان                                  | ۰٫۱۶                 |
| پسته خام                                  | ۰٫۱۶                 |
| تخم‌کدو، مغز، خشک‌شده                       | ۰٫۱۵                 |
| گردو                                      | ۰٫۱۵                 |
| تخم‌کدو نمکی، مغز، برشته‌شده                | ۰٫۱۵                 |
| تخم هندوانه، مغز، خشک‌شده                  | ۰٫۱۵                 |
| بادام زمینی                               | ۰٫۱۴                 |
| گردو سیاه، خشک‌شده                         | ۰٫۱۳                 |
| کشمش سیاه بی‌دانه                          | ۰٫۱۳                 |
| فندق، برشته‌شده به روش خشک                 | ۰٫۱۲                 |
| فندق                                      | ۰٫۱۱                 |
| بادام زمینی، برشته‌شده با روغن             | ۰٫۰۹                 |
| انجیر خشک‌شده                              | ۰٫۰۸                 |
| بادام زمینی، پخته به روش آب‌پز             | ۰٫۰۶                 |
| بادام هندی خام                            | ۰٫۰۶                 |
| تخم کدو کامل، برشته‌شده                    | ۰٫۰۵                 |
| شاه‌بلوط اروپایی، خام، بی‌پوست              | ۰٫۰۲                 |

## حبوبات
| ماده غذایی (۱۰۰ گرم)                  | ویتامین ب۲ (میلی‌گرم) |
| ------------------------------------- | -------------------- |
| سویا، خام                             | ۰٫۸۷                 |
| سویا، تفت داده شده به صورت خشک        | ۰٫۷۶                 |
| سویا پخته، آب‌پز، بی نمک               | ۰٫۲۹                 |
| سویا، تفت داده شده، فاقد نمک افزودنی  | ۰٫۱۵                 |
| عدس پخته، آب‌پز                        | ۰٫۰۷                 |
| لوبیا سفید ریز (Navy bean) پخته، آب‌پز | ۰٫۰۷                 |
| نخود پخته، آب‌پز                       | ۰٫۰۶                 |
| لوبیا چیتی پخته، آب‌پز                 | ۰٫۰۶                 |
| ماش پخته، آب‌پز                        | ۰٫۰۶                 |
| لوبیا سیاه پخته، آب‌پز                 | ۰٫۰۶                 |
| لوبیا سفید کوچک پخته، آب‌پز            | ۰٫۰۶                 |
| لوبیا قرمز پخته، آب‌پز                 | ۰٫۰۶                 |
| لپه پخته، آب‌پز                        | ۰٫۰۶                 |
| لوبیا سیاه لاک‌پشتی پخته، آب‌پز         | ۰٫۰۶                 |
| لوبیا چشم‌بلبلی پخته، آب‌پز             | ۰٫۰۶                 |
| لوبیا سفید پخته، آب‌پز                 | ۰٫۰۵                 |

## غلات و مواد غذایی مرتبط
| ماده غذایی (۱۰۰ گرم)                          | ویتامین ب۲ (میلی‌گرم) |
| --------------------------------------------- | -------------------- |
| آرد سویا، پرچرب                               | ۱٫۱۶                 |
| سبوس گندم، خام                                | ۰٫۵۸                 |
| گیاهک گندم (آرد جوانه گندم)، خام              | ۰٫۵                  |
| آرد مالت جو                                   | ۰٫۳۱                 |
| آرد کنجد، پرچرب                               | ۰٫۲۹                 |
| جو پوست کنده                                  | ۰٫۲۹                 |
| سبوس برنج، خام                                | ۰٫۲۸                 |
| آرد سویا، کم‌چرب                               | ۰٫۲۸                 |
| آرد کنجد، کم چرب                              | ۰٫۲۷                 |
| آرد سویا، فاقد چربی                           | ۰٫۲۵                 |
| سبوس جو دوسر                                  | ۰٫۲۲                 |
| آرد گندم از دانه کامل                         | ۰٫۱۷                 |
| جو دوسر                                       | ۰٫۱۴                 |
| پاستای غنی شده، پخته شده همراه با نمک افزودنی | ۰٫۱۴                 |
| پاستای غنی شده، پخته بدون نمک افزودنی         | ۰٫۱۴                 |
| آرد جو دوسر                                   | ۰٫۱۳                 |
| گندم دوروم                                    | ۰٫۱۲                 |
| آرد جو                                        | ۰٫۱۱                 |
| آرد نخودچی                                    | ۰٫۱۱                 |
| آرد ذرت سفید تهیه شده از دانه کامل ذرت        | ۰٫۰۸                 |
| آرد ذرت زرد تهیه شده از دانه کامل ذرت         | ۰٫۰۸                 |
| آرد برنج قهوه‌ای                               | ۰٫۰۸                 |
| برنج قهوه‌ای دانه بلند، پخته                   | ۰٫۰۷                 |
| ماکارونی سبزیجات غنی شده، پخته                | ۰٫۰۶                 |
| آرد سیب‌زمینی                                  | ۰٫۰۵                 |
| سبوس جو دوسر                                  | ۰٫۰۳                 |
| بلغور، پخته                                   | ۰٫۰۳                 |
| آرد برنج سفید                                 | ۰٫۰۲                 |
| برنج سفید دانه متوسط، غنی نشده، پخته          | ۰٫۰۲                 |
| برنج سفید دانه متوسط، غنی شده، پخته           | ۰٫۰۲                 |
| برنج سفید دانه کوتاه، غنی نشده، پخته          | ۰٫۰۲                 |
| برنج سفید دانه کوتاه، غنی شده، پخته           | ۰٫۰۲                 |
| برنج سفید دانه بلند معمولی، غنی نشده، پخته    | ۰٫۰۱                 |
| برنج سفید دانه بلند معمولی، غنی شده، پخته     | ۰٫۰۱                 |
| برنج قهوه‌ای دانه متوسط، پخته                  | ۰٫۰۱                 |
| نودل برنج، پخته                               | ۰                    |

## میوه
| ماده غذایی (۱۰۰ گرم)                                         | ویتامین ب۲ (میلی‌گرم) |
| ------------------------------------------------------------ | -------------------- |
| دوریان                                                       | ۰٫۲                  |
| تمر هندی                                                     | ۰٫۱۵                 |
| آووکادو                                                      | ۰٫۱۳                 |
| توت                                                          | ۰٫۱                  |
| نارگیل، قسمت گوشتی، خشکشده                                   | ۰٫۱                  |
| کام‌کوات                                                      | ۰٫۰۹                 |
| موز                                                          | ۰٫۰۷                 |
| انگور قرمز یا سبز، (نوع اروپایی همانند انگور بیدانه تامپسون) | ۰٫۰۷                 |
| سرخالو                                                       | ۰٫۰۷                 |
| انار                                                         | ۰٫۰۵                 |
| انجیر                                                        | ۰٫۰۵                 |
| انگورفرنگی سیاه                                              | ۰٫۰۵                 |
| بلوبری                                                       | ۰٫۰۴                 |
| پرتقال                                                       | ۰٫۰۴                 |
| آلبالو                                                       | ۰٫۰۴                 |
| زردآلو                                                       | ۰٫۰۴                 |
| عناب                                                         | ۰٫۰۴                 |
| تمشک                                                         | ۰٫۰۴                 |
| انبه                                                         | ۰٫۰۴                 |
| نارنگی                                                       | ۰٫۰۴                 |
| خیار با پوست                                                 | ۰٫۰۳                 |
| گیلاس شیرین                                                  | ۰٫۰۳                 |
| هلو زرد                                                      | ۰٫۰۳                 |
| آناناس                                                       | ۰٫۰۳                 |
| گریپ‌فروت صورتی و قرمز                                        | ۰٫۰۳                 |
| به                                                           | ۰٫۰۳                 |
| سیب بی‌پوست                                                   | ۰٫۰۳                 |
| پاپایا                                                       | ۰٫۰۳                 |
| دارابی                                                       | ۰٫۰۳                 |
| شلیل                                                         | ۰٫۰۳                 |
| سیب باپوست                                                   | ۰٫۰۳                 |
| تمشک سیاه                                                    | ۰٫۰۳                 |
| آلو                                                          | ۰٫۰۳                 |
| گلابی                                                        | ۰٫۰۳                 |
| خیار بی‌پوست                                                  | ۰٫۰۳                 |
| کیوی سبز                                                     | ۰٫۰۳                 |
| توت‌فرنگی                                                     | ۰٫۰۲                 |
| ازگیل ژاپنی                                                  | ۰٫۰۲                 |
| هندوانه                                                      | ۰٫۰۲                 |
| خرمالوی ژاپنی                                                | ۰٫۰۲                 |
| گریپ‌فروت، سفید                                               | ۰٫۰۲                 |
| کرنبری                                                       | ۰٫۰۲                 |
| لیموترش بدون پوست                                            | ۰٫۰۲                 |
| لیموی شیراز                                                  | ۰٫۰۲                 |
| نارگیل، قسمت گوشتی                                           | ۰٫۰۲                 |
| گرمک                                                         | ۰٫۰۲                 |
| طالبی                                                        | ۰٫۰۱                 |
| گلابی آسیایی                                                 | ۰٫۰۱                 |
| زیتون کنسروی (اندازه زیتون کوچک تا خیلی بزرگ)                | ۰                    |

## سبزی و صیفی جات
| ماده غذایی (۱۰۰ گرم)                                      | ویتامین ب۲ (میلی‌گرم) |
| --------------------------------------------------------- | -------------------- |
| قارچ سفید، پخته به روش سرخ شده سریع در روغن               | ۰٫۴۶                 |
| قارچ پورتابلا، پخته به روش کبابی گریل شده                 | ۰٫۴                  |
| قارچ سفید خام                                             | ۰٫۴                  |
| برگ مو                                                    | ۰٫۳۵                 |
| قارچ صدفی خام                                             | ۰٫۳۵                 |
| قارچ سفید، پخته به روش آب‌پز                               | ۰٫۳                  |
| شوید                                                      | ۰٫۳                  |
| برگ چغندر (Beet greens)، پخته به روش آب‌پز                 | ۰٫۲۹                 |
| قارچ شیتاکه، پخته به روش سرخ شده سریع در روغن             | ۰٫۲۷                 |
| نعناع فلفلی تازه                                          | ۰٫۲۷                 |
| شاهی خام                                                  | ۰٫۲۶                 |
| اسفناج پخته به روش آب‌پز                                   | ۰٫۲۴                 |
| جوانه لوبیای ناوی (سفید ریز)، پخته به روش آب‌پز            | ۰٫۲۴                 |
| برگ چغندر خام                                             | ۰٫۲۲                 |
| قارچ شیتاکه خام                                           | ۰٫۲۲                 |
| جوانه لوبیای ناوی (سفید ریز) خام                          | ۰٫۲۲                 |
| دانه ذرت زرد                                              | ۰٫۲                  |
| اسفناج خام                                                | ۰٫۱۹                 |
| نعنای دشتی                                                | ۰٫۱۸                 |
| قارچ شیتاکه پخته شده                                      | ۰٫۱۷                 |
| برگ گشنیز خام                                             | ۰٫۱۶                 |
| شاهی، پخته به روش آب‌پز                                    | ۰٫۱۶                 |
| جوانه نخود فرنگی، خام                                     | ۰٫۱۶                 |
| دانه سویا سبز، پخته به روش آب‌پز                           | ۰٫۱۶                 |
| رزماری تازه، برگ                                          | ۰٫۱۵                 |
| نخود فرنگی سبز، پخته به روش آب‌پز                          | ۰٫۱۵                 |
| مارچوبه خام                                               | ۰٫۱۴                 |
| کلم بروکلی راب، پخته شده                                  | ۰٫۱۴                 |
| مارچوبه، پخته به روش آب‌پز                                 | ۰٫۱۴                 |
| نخود فرنگی سبز خام                                        | ۰٫۱۳                 |
| قارچ پورتابلا خام                                         | ۰٫۱۳                 |
| کولارد خام                                                | ۰٫۱۳                 |
| کلم بروکلی راب خام                                        | ۰٫۱۳                 |
| جوانه عدس، خام                                            | ۰٫۱۳                 |
| جوانه یونجه، خام                                          | ۰٫۱۳                 |
| کلم بروکلی پخته به روش آب‌پز                               | ۰٫۱۲                 |
| جوانه سویا، خام                                           | ۰٫۱۲                 |
| کلم بروکلی خام                                            | ۰٫۱۲                 |
| جوانه ماش خام                                             | ۰٫۱۲                 |
| باقلای نارس، خام                                          | ۰٫۱۱                 |
| خردل چینی خام                                             | ۰٫۱۱                 |
| سیر خام                                                   | ۰٫۱۱                 |
| فلفل دلمه‌ای قرمز، تفت داده شده                            | ۰٫۱۱                 |
| سیب‌زمینی شیرین بدون پوست، پخته به روش تنوری با پوست       | ۰٫۱۱                 |
| کولارد پخته به روش آب‌پز                                   | ۰٫۱۱                 |
| لوبیا سبز خام                                             | ۰٫۱                  |
| جوانه ماش، پخته به روش آب‌پز                               | ۰٫۱                  |
| برگ شلغم (Turnip greens) خام                              | ۰٫۱                  |
| برگ کاسنی (Chicory greens) خام                            | ۰٫۱                  |
| جعفری تازه                                                | ۰٫۱                  |
| لوبیا سبز، پخته به روش آب‌پز                               | ۰٫۱                  |
| لوبیا لیما، پخته به روش آب‌پز                              | ۰٫۱                  |
| کوماتسونا خام                                             | ۰٫۰۹                 |
| باقلای نارس، پخته به روش آب‌پز                             | ۰٫۰۹                 |
| برگ چغندر سوییسی خام                                      | ۰٫۰۹                 |
| جوانه عدس، پخته به روش سرخ شده سریع در روغن               | ۰٫۰۹                 |
| فلفل خیلی تند سبز خام                                     | ۰٫۰۹                 |
| کلم فندقی خام                                             | ۰٫۰۹                 |
| کنگرفرنگی، پخته به روش آب‌پز                               | ۰٫۰۹                 |
| باقلا، پخته به روش آب‌پز                                   | ۰٫۰۹                 |
| فلفل خیلی تند قرمز خام                                    | ۰٫۰۹                 |
| برگ چغندر سوییسی، پخته به روش آب‌پز                        | ۰٫۰۹                 |
| فلفل دلمه‌ای قرمز خام                                      | ۰٫۰۹                 |
| پیازچه خام                                                | ۰٫۰۸                 |
| کلم فندقی، پخته به روش آب‌پز                               | ۰٫۰۸                 |
| کاهو برگ سبز (green leaf) خام                             | ۰٫۰۸                 |
| گوجه‌فرنگی، پخته به روش خورشتی                             | ۰٫۰۸                 |
| کدو تنبل، پخته به روش آب‌پز                                | ۰٫۰۸                 |
| کاهو برگ قرمز (red leaf) خام                              | ۰٫۰۸                 |
| ریحان تازه                                                | ۰٫۰۸                 |
| برگ شلغم، پخته به روش آب‌پز                                | ۰٫۰۷                 |
| کلم‌برگ چینی (پاک‌چوی) خام                                  | ۰٫۰۷                 |
| کرفس، پخته به روش آب‌پز                                    | ۰٫۰۷                 |
| کلم قرمز خام                                              | ۰٫۰۷                 |
| کاهوی رومی خام                                            | ۰٫۰۷                 |
| کنگر فرنگی خام                                            | ۰٫۰۷                 |
| خردل چینی، پخته به روش آب‌پز                               | ۰٫۰۶                 |
| کلم‌برگ چینی (پاک‌چوی)، پخته به روش آب‌پز                    | ۰٫۰۶                 |
| کاهو باترهد (butterhead) خام                              | ۰٫۰۶                 |
| کوماتسونا، پخته به روش آب‌پز                               | ۰٫۰۶                 |
| کلم قرمز، پخته به روش آب‌پز                                | ۰٫۰۶                 |
| گل کلم خام                                                | ۰٫۰۶                 |
| هویج خام                                                  | ۰٫۰۶                 |
| ذرت شیرین زرد، پخته به روش آب‌پز                           | ۰٫۰۶                 |
| کرفس خام                                                  | ۰٫۰۶                 |
| بامیه، پخته به روش آب‌پز                                   | ۰٫۰۶                 |
| ذرت شیرین زرد خام                                         | ۰٫۰۶                 |
| جوانه سویا، پخته به روش بخارپز                            | ۰٫۰۵                 |
| گل کلم، پخته به روش آب‌پز                                  | ۰٫۰۵                 |
| سیب‌زمینی قرمز، پخته به روش تنوری با پوست                  | ۰٫۰۵                 |
| سیب‌زمینی، پوست قهوه‌ای (Russet)، پخته به روش تنوری با پوست | ۰٫۰۵                 |
| فلفل دلمه‌ای سبز، تفت داده شده                             | ۰٫۰۵                 |
| سیب‌زمینی شیرین، پخته به روش آب‌پز                          | ۰٫۰۵                 |
| هویج، پخته به روش آب‌پز                                    | ۰٫۰۴                 |
| سیب‌زمینی سفید، پخته به روش تنوری با پوست                  | ۰٫۰۴                 |
| پیاز زرد تفت داده شده                                     | ۰٫۰۴                 |
| شلغم زرد، پخته به روش آب‌پز                                | ۰٫۰۴                 |
| شلغم زرد خام                                              | ۰٫۰۴                 |
| چغندر (Beet)، پخته به روش آب‌پز                            | ۰٫۰۴                 |
| تربچه خام                                                 | ۰٫۰۴                 |
| کلم‌پیچ خام                                                | ۰٫۰۴                 |
| کلم‌پیچ، پخته به روش آب‌پز                                  | ۰٫۰۴                 |
| شلغم خام                                                  | ۰٫۰۳                 |
| تره‌فرنگی خام                                              | ۰٫۰۳                 |
| ریواس خام                                                 | ۰٫۰۳                 |
| فلفل دلمه‌ای سبز، پخته به روش آب‌پز                         | ۰٫۰۳                 |
| کلم ساوی خام                                              | ۰٫۰۳                 |
| سیب‌زمینی هندی، پخته به روش آب‌پز یا تنوری                  | ۰٫۰۳                 |
| فلفل دلمه‌ای سبز خام                                       | ۰٫۰۳                 |
| پیاز خام                                                  | ۰٫۰۳                 |
| سیب‌زمینی بدون پوست، پخته شده توسط مایکروویو با پوست       | ۰٫۰۳                 |
| کاهو آیس‌برگ (icebearg) خام                                | ۰٫۰۳                 |
| کدو سبز، پخته به روش آب‌پز با پوست                         | ۰٫۰۲                 |
| پیاز، پخته به روش آب‌پز                                    | ۰٫۰۲                 |
| ترب سفید پخته به روش آب‌پز                                 | ۰٫۰۲                 |
| شلغم، پخته به روش آب‌پز                                    | ۰٫۰۲                 |
| گوجه‌فرنگی قرمز پخته                                       | ۰٫۰۲                 |
| شالت خام                                                  | ۰٫۰۲                 |
| سیب‌زمینی بدون پوست، پخته به روش تنوری                     | ۰٫۰۲                 |
| سیب‌زمینی بدون پوست، پخته به روش آب‌پز با پوست              | ۰٫۰۲                 |
| تره‌فرنگی، پخته به روش آب‌پز                                | ۰٫۰۲                 |
| بادنجان، پخته به روش آب‌پز                                 | ۰٫۰۲                 |
| ترب سفید خام                                              | ۰٫۰۲                 |
| کلم ساوی، پخته به روش آب‌پز                                | ۰٫۰۲                 |
| کلم قمری خام                                              | ۰٫۰۲                 |
| کلم قمری، پخته به روش آب‌پز                                | ۰٫۰۲                 |
| گوجه‌فرنگی قرمز خام                                        | ۰٫۰۲                 |
| سیب‌زمینی بدون پوست، پخته به روش آب‌پز                      | ۰٫۰۲                 |

## نان
| ماده غذایی (۱۰۰ گرم)               | ویتامین ب۲ (میلی‌گرم) |
| ---------------------------------- | -------------------- |
| فرانسوی (دارای خمیرترش)            | ۰٫۴۳                 |
| گندم، برشته شده                    | ۰٫۳۸                 |
| فرانسوی (دارای خمیرترش)، برشته شده | ۰٫۳۷                 |
| سبوس جو                            | ۰٫۳۵                 |
| سبوس جو، برشته شده                 | ۰٫۳۴                 |
| بیگل سبوس جو                       | ۰٫۳۴                 |
| چاودار                             | ۰٫۳۴                 |
| چاودار، برشته شده                  | ۰٫۳۳                 |
| پومپرنیکل                          | ۰٫۳۱                 |
| پومپرنیکل، برشته شده               | ۰٫۳                  |
| سبوس برنج                          | ۰٫۳                  |
| تورتیا گندم کامل                   | ۰٫۲۹                 |
| سبوس گندم                          | ۰٫۲۹                 |
| گندم کامل کارخانه‌ای، برشته شده     | ۰٫۲۸                 |
| بیگل دارچین و کشمش                 | ۰٫۲۸                 |
| گندم                               | ۰٫۲۵                 |
| جو دوسر                            | ۰٫۲۴                 |
| جو دوسر، برشته شده                 | ۰٫۲۴                 |
| بیگل تخم مرغی                      | ۰٫۲۴                 |
| گندم کامل کارخانه‌ای                | ۰٫۱۷                 |
| پیتا، سفید، غنی نشده               | ۰٫۱                  |
| پیتا گندم کامل                     | ۰٫۰۸                 |

## ادویه
| ماده غذایی (۱۰۰ گرم) | ویتامین ب۲ (میلی‌گرم) |
| -------------------- | -------------------- |
| جعفری، خشک‌شده        | ۲٫۳۸                 |
| برگ گشنیز، خشک‌شده    | ۱٫۵                  |
| نعنای دشتی، خشک‌شده   | ۱٫۴۲                 |
| ترخون، خشک‌شده        | ۱٫۳۴                 |
| پاپریکا              | ۱٫۲۳                 |
| ریحان، خشک‌شده        | ۱٫۲                  |
| فلفل قرمز            | ۰٫۹۲                 |
| رزماری، خشک‌شده       | ۰٫۴۳                 |
| برگ‌بو، خشک‌شده        | ۰٫۴۲                 |
| آویشن، خشک‌شده        | ۰٫۴                  |
| دانه زیره سیاه       | ۰٫۳۸                 |
| دانه زیره سبز        | ۰٫۳۳                 |
| مرزنگوش، خشک‌شده      | ۰٫۳۲                 |
| شوید، خشک‌شده         | ۰٫۲۸                 |
| زعفران               | ۰٫۲۷                 |
| پودر میخک            | ۰٫۲۲                 |
| پودر کاری            | ۰٫۲                  |
| هل                   | ۰٫۱۸                 |
| فلفل سیاه            | ۰٫۱۸                 |
| پودر زنجبیل          | ۰٫۱۷                 |
| پودر زردچوبه         | ۰٫۱۵                 |
| پودر سیر             | ۰٫۱۴                 |
| فلفل سفید            | ۰٫۱۳                 |
| پودر جوز هندی        | ۰٫۰۶                 |
| پودر دارچین          | ۰٫۰۴                 |